# Geophis downsi
Geophis downsi — вид змій родини полозових (Colubridae). Ендемік Коста-Рики.

## Поширення і екологія
Geophis downsi відомі з типової місцевості, розташованої в районі біологічної станції Лас-Крусес в провінції Пунтаренас, на висоті 1200 м над рівнем моря. Вони живуть у вологих тропічних лісах в передгір'ях, серед опалого листя.

## Збереження
МСОП класифікує цей вид як такий, що перебуває на межі зникнення. Geophis downsi загрожує знищення природного середовища.